# Нчама, Каэтану
Каэтану Нчама (Н`Тшама, порт. Caetano N'Tchama; 23 января 1955, Гвинея-Бисау — 15 декабря 2007) — государственный и политический деятель Гвинеи-Бисау. Занимал должность премьер-министра с 19 февраля 2000 по 19 марта 2001 года и был членом «Партии социального обновления».

## Биография
С 1999 по 2000 год занимал должность министра внутренних дел при премьер-министре Франсишку Жозе Фадуле в правительстве национального единства, которое было приведено к присяге 20 февраля 1999 года. Каэтану ННчама был одним из членов правительства, избранных военной хунтой Ансумане Мане. После избрания лидера Партии социального обновления Кумбы Ялы президентом страны, Каэтану Нчама стал третьим лидером партии так как приходился двоюродным братом Кумбы Ялы и был выбран премьер-министром на партийном голосовании 24 января 2000 года, получив 46 голосов «за» и шесть «против». В конце сентября и начале октября 2000 года находился в Дакаре, а затем в Париже на лечении. После того, как Франсишку Жозе Фадул обвинил его в коррупции, заявил в октябре 2000 года, что планирует подать в суд на Франсишку Фадула из-за этих обвинений.
В марте 2001 года «Партия социального обновления» провела обсуждение замены Каэтану Нчамы на должности премьер-министра. Кумба Яла уволил его 19 марта 2001 года, заявив, что этот шаг был необходим для повышения стабильности и снижения политической напряжённости. Впоследствии Каэтану Нчама стал главой Совета по внутреннему аудиту, а 6 сентября 2001 года был назначен генеральным прокурором.
Умер 15 декабря 2007 года после продолжительной болезни.